# 马晓韵
马晓韵（1986年12月15日—），中国记者、作家、心理咨询师，出生于山东菏泽。前中央电视台财经频道记者，江西电视台主持人。出版作品有《就这样安静地看世界》等。

## 簡歷

### 求學與就業
马晓韵係2009年毕业于南昌大学。2007年至2008年，兼职任江西五套《爱在旅途》节目配音，后任《星汽车》主播。
2009年，加入中央电视台财经频道，担任深圳演播室驻站记者。
2010年，回到北京，担任国际事物组记者，负责路透社、NBC节目连线以及各国重要嘉宾采访。参与金砖国家领导人峰会、博鳌亚洲论坛等大型国际报道。

### 旅行與游學
2012年，马晓韵辞去中央电视台记者职务，开始环中国三十座城市的独自旅行。其长篇游记“就这样安静地看世界——晓韵的各国行迹”在天涯论坛点击量突破一百万次。
2012年 6月，马晓韵签约磨铁图书出版社。2012年11月，出版《就这样安静地看世界》。
2012年至2014年，马晓韵赴英国莱斯特大学攻读大众传播学硕士学位。